# Nueres
O povo Nuer é um grupo étnico nilótico concentrado na região do Grande Nilo Superior no Sudão do Sul. Eles também vivem na região etíope de Gambella. Os Nuer falam a língua Nuer, que pertence à família das línguas nilóticas. Eles são o segundo maior grupo étnico do Sudão do Sul. O povo Nuer são pastores que criam gado para viver. Seu gado serve de companhia e define seu estilo de vida. Os Nuer chamam a si mesmos de "Naath".

## Visão geral

No Sudão do Sul, os Nuer estão localizados principalmente no nordeste do país.

O povo Nuer tem sido historicamente subestimado por causa do estilo de vida semi-nômade. Eles também têm uma cultura de contar apenas os membros mais velhos da família. Por exemplo, os Nuer acreditam que contar o número de gado que se tem pode resultar em infortúnio e preferem relatar menos filhos do que têm. Seus homólogos etíopes são os habitantes mais ocidentais do Corno da África.

## História
Diz-se que o povo Nuer foi originalmente uma seção do povo Naath que migrou para fora da Gezira, mas para o sul em uma terra seca e estéril que eles chamavam de "Kwer Kwong"", que ficava no Cordofão do Sul. Séculos de isolamento e influência dos povos Luo fizeram com que eles fossem um grupo étnico distinto dos Naath. A chegada dos árabes Baggara e suas subsequentes invasões de escravos no final de 1700 fizeram com que os Nuer migrassem em massa do sul do Kordofan para o que hoje é Bentiu. Por volta de 1850, mais invasões de escravos, bem como inundações e superpopulação, os levaram a migrar ainda mais para fora de Bentiu e para o leste até as margens ocidentais da Etiópia, deslocando e absorvendo muitos Dinca, Anyuak e Burun no processo.
A expansão colonial britânica na região durante o século XIX interrompeu grandemente a expansão territorial agressiva dos Nuers contra os Dinca e Anyuak.
Existem diferentes relatos sobre a origem do conflito entre os Nuer e os Dinca, os dois maiores grupos étnicos do Sudão do Sul. O antropólogo Peter J. Newcomer sugere que os Nuer são na verdade Dinca. Ele argumenta que centenas de anos de crescimento populacional criaram expansão, o que acabou levando a ataques e guerras.
Em 2006, os Nuer foram a tribo que mais resistiu ao desarmamento ; membros do Exército Branco Nuer, um grupo de jovens armados muitas vezes autônomos da autoridade dos anciãos tribais, se recusaram a depor suas armas, o que levou os soldados do SPLA a confiscar o gado Nuer, destruindo sua economia. O Exército Branco foi finalmente derrotado em meados de 2006, embora uma organização sucessora autodenominada Exército Branco tenha sido formada em 2011 para combater a tribo Murle (ver confrontos tribais do Sudão do Sul de 2011–2012), bem como os Dinca e UNMISS.

## Cultura
O gado tem sido historicamente do mais alto valor simbólico, religioso e econômico para os Nuer. Sharon Hutchinson escreve que "entre os Nuer, a diferença entre pessoas e gado foi continuamente subestimada". O gado é particularmente importante em seu papel como riqueza da noiva, onde é dado pela linhagem de um marido à linhagem de sua esposa. Essa troca de gado garante que os filhos sejam considerados pertencentes à linhagem do marido. A clássica instituição Nuer do casamento fantasma, em que um homem pode "pai" de filhos após sua morte, baseia-se nessa definição de relações de parentesco e descendência por troca de gado. Por sua vez, o gado entregue à linhagem patrilinear da esposa permite que os filhos do sexo masculino dessa linhagem patrilinear se casem e, assim, asseguram a continuidade de sua linhagem patrilinear. Uma mulher infértil pode até mesmo tomar sua própria esposa, cujos filhos, gerados biologicamente por homens de outras uniões, tornam-se membros de sua linhagem patrilinear, e ela é legal e culturalmente seu pai, permitindo-lhe participar metaforicamente na reprodução.

### Gado
A vida dos Nuer gira em torno do gado abigar, o que os tornou pastores, mas às vezes também recorrem à horticultura, especialmente quando seu gado está ameaçado por doenças. Devido ao clima severo sazonal, os Nuer se movimentam para garantir que seu sustento seja seguro. Eles tendem a viajar quando as chuvas fortes chegam para proteger o gado da doença dos cascos e quando os recursos para o gado são escassos. O antropólogo britânico Evans-Pritchard escreveu: "Eles dependem dos rebanhos para sua própria existência. . . O gado é o fio que percorre as instituições Nuer, a linguagem, os ritos de passagem, a política, a economia e as alianças." 

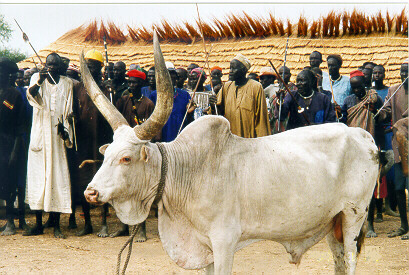
Um boi Abigar, raça criada pelos Nuer

Os Nuer são capazes de estruturar toda a sua cultura em torno do gado e ainda têm o que precisam. Antes do desenvolvimento, os Nuer usavam cada pedaço de gado a seu favor. De acordo com Evans-Pritchard, o gado ajudou a evoluir a cultura Nuer para o que é hoje. Eles moldaram os deveres diários dos Nuer, pois se dedicam a proteger o gado. Por exemplo, a cada mês eles sopram ar no reto do gado para aliviar ou prevenir a constipação. O gado não é bom para os Nuer se constipado porque está impedido de produzir recursos primários que as famílias precisam para sobreviver. Evans-Pritchard escreveu: "A importância do gado na vida e no pensamento dos Nuer é exemplificada ainda mais em nomes pessoais". Eles formam os nomes de seus filhos a partir das características biológicas do gado.
Evans-Pritchard escreveu: "Já indiquei que essa obsessão - por isso parece a um estranho não apenas o grande valor econômico do gado, mas também o fato de serem elos em inúmeras relações sociais". Todas as suas matérias-primas vêm do gado, incluindo tambores, tapetes, roupas, lanças, escudos, contêineres e artigos de couro. Mesmo os itens essenciais diários, como pasta de dente e enxaguatório bucal, são criados a partir do esterco e da urina do gado. O esterco é cortado em pedaços e deixado para endurecer, depois usado para recipientes, pasta de dente ou até mesmo para proteger o próprio gado, queimando-o para produzir mais fumaça, afastando insetos para evitar doenças.

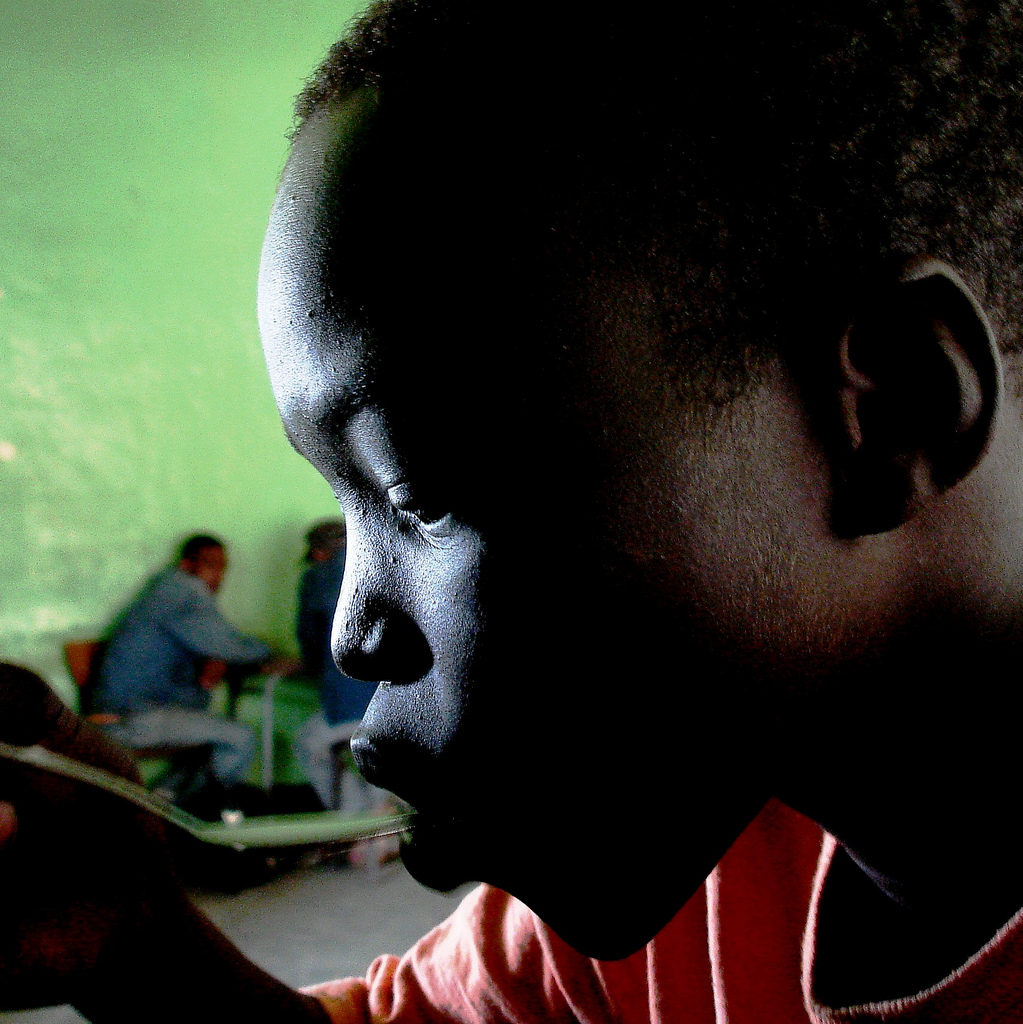
Menino nuer

O povo Nuer nunca come gado só porque quer. O gado é muito sagrado para eles, portanto, quando comem gado, honram seu fantasma. Eles normalmente apenas comem o gado que está envelhecendo ou morrendo por causa da doença. Mas mesmo que o façam, todos se reúnem para realizar rituais, danças ou canções antes e depois de abater o gado. Nunca matam o gado por diversão. "Nunca os Nuer abatem animais apenas pelo desejo de comer carne. Existe o perigo de o espírito do boi visitar uma maldição sobre qualquer indivíduo que o abata sem intenção ritual, visando apenas usá-lo como alimento. Qualquer animal que morra de causas naturais é comido."  Muitas vezes pode não ser apenas gado que eles consomem, pode ser qualquer animal que eles tenham encontrado que morreu por causas naturais. Existem algumas outras fontes de alimentos que estão disponíveis para os Nuer consumirem. A dieta Nuer consiste principalmente de peixe e milho. "Sua cultura básica é o milheto."  O painço é formalmente consumido como mingau ou cerveja. Os Nuer recorrem a esse produto básico nas estações de chuva, quando transportam seu gado para os terrenos mais altos. Eles também podem recorrer ao milheto quando o gado está se saindo bem o suficiente para sustentar sua família.

### Parentesco
Para um indivíduo Nuer, seus pais e irmãos não são considerados parentes mar (parentes de sangue). Ele não se refere a eles como parentes. Para ele são considerados gol (algo muito mais íntimo e significativo). Existem categorias de parentesco na sociedade Nuer. Essas categorias dependem do pagamento a eles. Há um equilíbrio entre o lado materno e paterno que é reconhecido em ocasiões formais particulares, como o casamento.
As meninas Nuer geralmente se casam aos 17 ou 18 anos. Se uma jovem fica noiva mais jovem as cerimônias de casamento e consumação estão essencialmente atrasadas. As mulheres geralmente dão à luz seus primeiros filhos quando estão maduras o suficiente para tê-los. Desde que uma menina se case com um homem com gado, ela pode escolher livremente seu marido, porém seus pais podem escolher um cônjuge para ela.

#### Papéis de parentesco
O parentesco entre os Nuer é muito importante para eles, eles se referem a seus parentes de sangue como 'gol'. O parentesco dentro dos Nuer é formado pelos vizinhos ou por toda a sua cultura. Durante a observação etnográfica de Evans-Pritchard, ele descreveu o papel do parentesco como: "As obrigações de parentesco incluem cuidar dos filhos de seus parentes e vizinhos. Ele também observou que "A rede de laços de parentesco que une os membros das comunidades locais é provocada pela operação de regras exogâmicas, muitas vezes estabelecidas em termos de gado". Isso nunca é considerado responsabilidade exclusiva dos pais da criança." O gado é julgado pela quantidade de leite que pode produzir, o que é uma necessidade em sua cultura. Quando o há, eles usam o excedente de leite no queijo. Mas se o rebanho de uma família não pode produzir a quantidade de leite de que uma família precisa, eles se voltam para outras pessoas ao seu redor para dar-lhes o que precisam. É visto como responsabilidade deles intervir e ajudar a família, já que não é realmente culpa deles o quanto seu gado pode produzir. Toda a sociedade Nuer está basicamente cuidando uns dos outros, por exemplo, como Evans-Pritchard observou que "Quando uma casa tem um excedente, ele é compartilhado com os vizinhos. Acumular riqueza não é um objetivo. Embora um homem que possui um grande rebanho de gado possa ser invejado, sua posse de muitos animais não lhe confere nenhum privilégio ou tratamento especial. Só porque um pode ter mais gado do que outro não significa que eles tenham um prestígio maior. Se alguém pode ter mais do que o suficiente para se sustentar, eles também fornecem isso a outros parentes que precisam, pois é parte de seu papel no parentesco.

### Linguagem
As pessoas falam a língua Nuer que pertence à família linguística nilo-saariana.

### Ritual
Os Nuer recebem marcas faciais (chamadas gaar) como parte de sua iniciação na vida adulta. O padrão de escarificação Nuer varia dentro de subgrupos específicos. O padrão de iniciação mais comum entre os homens consiste em seis linhas horizontais paralelas que são cortadas na testa com uma navalha, muitas vezes com um mergulho nas linhas acima do nariz. Padrões pontilhados também são comuns (especialmente entre os Bul Nuer e entre as mulheres).
Alguns Nuer começaram a praticar a circuncisão depois de serem assimilados ou parcialmente assimilados em outros grupos étnicos. Os Nuer não são historicamente conhecidos por circuncidar, mas às vezes circuncidam pessoas que se envolveram em incesto.
Os alimentos típicos consumidos pela tribo Nuer incluem carne bovina, cabra, leite de vaca, manga e sorgo em uma das três formas: "ko̱p" finamente moído, manuseado até enrolado e cozido, moído "walwal", levemente enrolado e cozido em um mingau sólido, e injera / Yɔtyɔt, um pão achatado grande, semelhante a uma panqueca.
No início da década de 1990, cerca de 25.000 refugiados africanos foram reassentados nos Estados Unidos em diferentes locais, como Dakota do Sul, Tennessee e Minnesota. Em particular, 4.288 refugiados do Sudão foram reassentados em 36 estados diferentes entre 1990 e 1997, com o número mais alto no Texas, 17% da população de refugiados do Sudão.
Os refugiados Nuer nos Estados Unidos e os na África continuam a cumprir suas obrigações sociais uns com os outros. Eles usam diferentes meios, desde cartas até novos métodos de comunicação tecnologicamente avançados, a fim de permanecerem conectados com suas famílias na África. Os Nuer nos Estados Unidos fornecem assistência para a documentação dos membros da família para ajudar no processo de migração para os Estados Unidos. Além disso, os Nuer nos Estados Unidos cumprem as obrigações familiares enviando dinheiro para aqueles que ainda estão na África. 

## Petróleo e a guerra

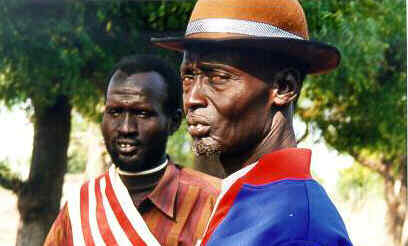
Chefe nuer Isaac Magok e Chefe Dinca Madut Aguer durante conferência de paz em 1999

A exploração e perfuração de petróleo começou em 1975 e 1976 por empresas como a Chevron. Em 1979, a primeira produção de petróleo ocorreu nas regiões do sul de Darfur. No início dos anos 80, quando a guerra norte-sul estava acontecendo, a Chevron estava interessada nas reservas do sul. Em 1984, durante a Segunda Guerra Civil Sudanesa, guerrilheiros do SPLA (Exército Popular de Libertação do Sudão) atacaram o local de perfuração do norte em Bentiu. Em troca, a Chevron liberou pessoas Nuer e Dinca na área dos campos de petróleo para garantir a segurança de suas operações.
A luta Nuer-Dinca nos campos de petróleo continuou no final dos anos 1990 até o início dos anos 2000. A luta pela produção de petróleo não se manifestou apenas na luta norte-sul, mas também nos Nuer-Dinca e em muitos conflitos internos entre os Nuer.
Como parte do Acordo de Paz Abrangente (CPA), 50% das receitas líquidas dos campos de petróleo do sul foram entregues ao governo do sul do Sudão como solução para uma das fontes de décadas de conflito civil.